# Typ 3 Ka-Chi
Typ 3 Ka-Chi – japoński czołg pływający z okresu II wojny światowej.
Czołg Typ 3 Ka-Chi został skonstruowany w 1943 roku. Był to zmodyfikowany czołg Typ 1 Chi-He, którego kadłub przystosowano do zamontowania pontonów umożliwiających pływanie.